# 少年游·并刀如水
《少年游·并刀如水》是中國北宋末期著名的詞人、音乐家周邦彥（1056-1121）的一首词作。

## 诗词原文
|  | 并刀如水，吴盐胜雪，纖手破新橙。 锦幄初温，兽烟不断，相对坐调笙。 低声问向谁行宿？城上已三更。 马滑霜浓，不如休去，直是少人行。 |

## 背景
南宋张端义《贵耳录》、周密《浩然斋雅谈》、清贺裳《皱水轩词筌》称这首词描写宋徽宗与李师师的故事。近世王国维、郑文焯、俞平伯、吴世昌则认为纯属附会。

## 评价
名家评价这首词为本色佳制，用词精妙。